# Rijksdorp (Nederland)

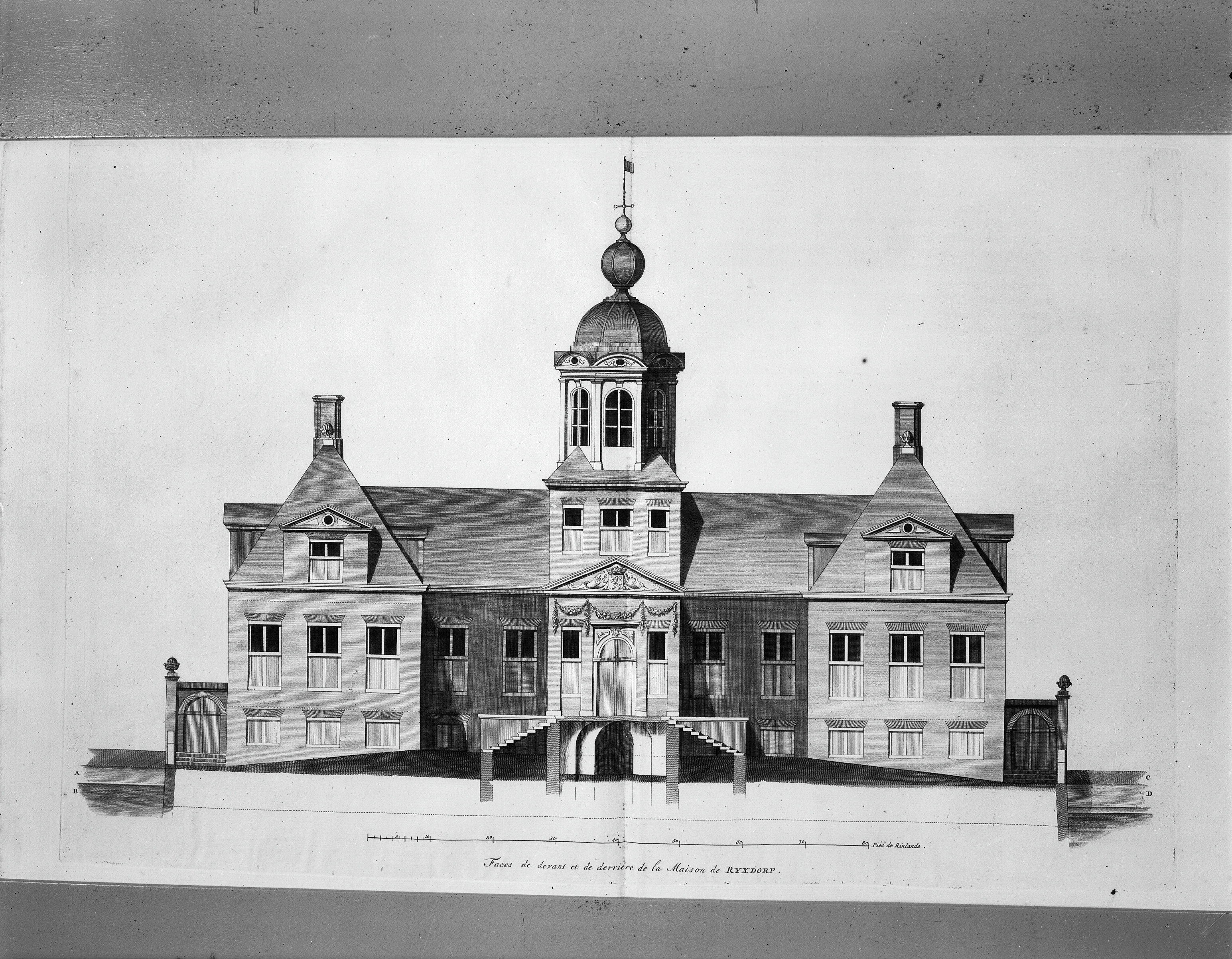
Landgoed Rijksdorp

Rijksdorp is een woonbuurt, ook wel genoemd villadorp, in de gemeente Wassenaar in Zuid-Holland. Het villadorp ligt tegen de duinen aan ter hoogte van de Wassenaarse Slag, ten noordwesten van de woonkern van Wassenaar. Het lage deel van de buurt ligt in de Ruijgelaanse- en Zonneveldspolder.  

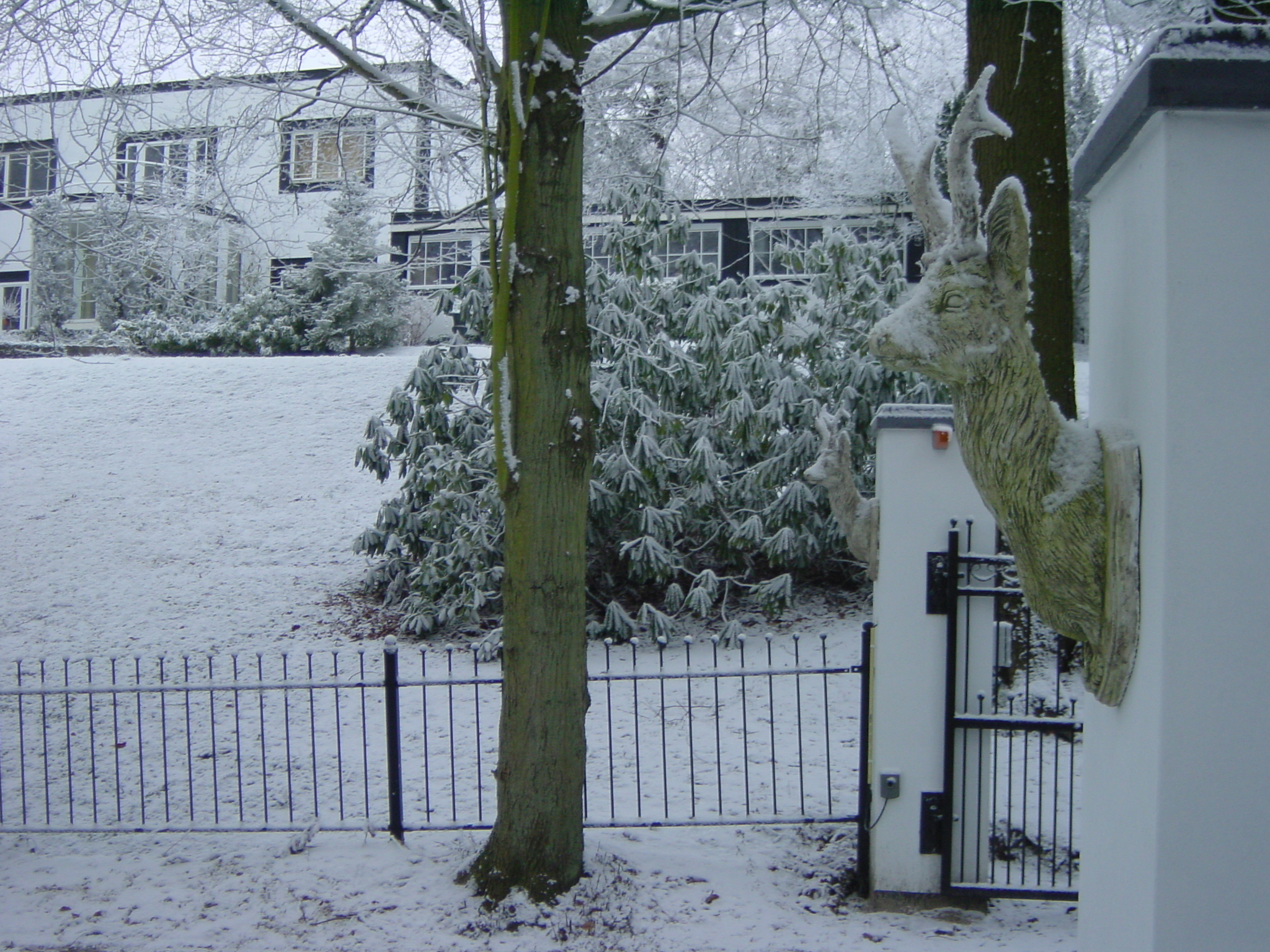
De Witte Hoogt

## Geschiedenis
Rijksdorp was een leengoed waarvan de geschiedenis teruggaat tot de veertiende eeuw. In 1657 kwam het in handen van Amelis van den Bouckhorst, die tussen 1663 en 1668 een luisterrijk park liet aanleggen en een nieuw huis liet bouwen door Pieter Post. In 1823 werd het huis vervangen door een nieuw exemplaar. In 1920 onderging de buitenplaats Rijksdorp een metamorfose, toen het terrein werd verkaveld en er naar ontwerp van architect Co Brandes het villapark werd gebouwd. Een van de eerste huizen was het hooggelegen De Witte Hoogt met een grote tuin.

## NIAS
Van 1970 tot augustus 2016 was in Rijksdorp het onderzoeksinstituut NIAS van de Koninklijke Nederlandse Akademie van Wetenschappen (KNAW) gevestigd. Het instituut was gehuisvest in de villa Del Court van Krimpen. Het verhuisde naar het Oost-Indisch Huis in Amsterdam.

## Varia
Van 1713 tot 1734 voer de VOC met een schip genaamd de Rijksdorp met een laadvermogen van 792 ton.

## Literatuur

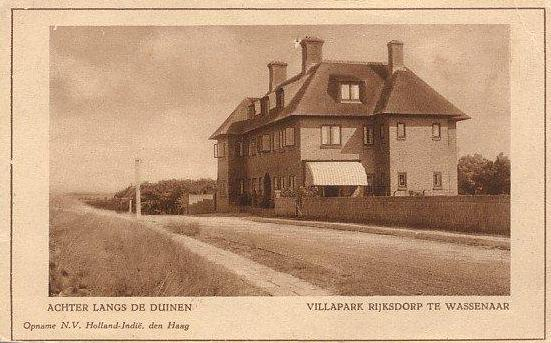
Een kavel op het villapark rond 1925